# Josip Juraj
Josip Juraj (Zagreb, 1951.), hrvatski književnik. 
U hrvatsku književnost ušao je 2000. godine romanom "Ponos Zagreba". 
Po uzoru na roman "Giga Barićeva" hrvatskog pisca Milana Begovića u kome se nalazi drama "Bez trećega", u romanu Josipa Jurja "Zagreb je veći od života" nalazi se drama: "Raskrižje", u romanu "U Zagrebu želim zaštititi tvoju sreću" drama: "Mi Hrvati nikada ne napuštamo svoj dom", a u romanu "Na naslovnoj stranici uvijek ... Zagreb" drama: "Najteže tri godine".

### Djela
- 1. Josip Juraj: "Ponos Zagreba",
- 2. Josip Juraj: "Zagreb je veći od života",
- 3. Josip Juraj: "U Zagrebu želim zaštititi tvoju sreću",
- 4. Josip Juraj: "Na naslovnoj stranici uvijek ...Zagreb",
- 5. Josip Juraj: "Posjet Crkvi sv Križa u Sigetu" ,
- 6. Josip Juraj: "Na Kaptolu se dogodilo jednog ljeta".
- 7. Josip Juraj: "Kip domovine ljeta 1991."
- 8. Josip Juraj: "Smjena straže ispred Banskih dvora"
- 9. Josip Juraj: "Jutro Hrvatskog života"
- 10. Josip Juraj: "Ramska dolina i Ramsko jezero"

...